# Meron Mazur
Meron Mazur (ur. 5 lutego 1962 w Prudentopolis) – brazylijski duchowny Kościoła katolickiego obrządku bizantyjsko-ukraińskiego, bazylianin, w latach 2006–2014 biskup pomocniczy eparchii św. Jana Chrzciciela w Kurytybie, od 2014 biskup eparchialny eparchii Niepokalanego Poczęcia w Prudentópolis. 

## Życiorys
1 stycznia 1988 złożył śluby zakonne w zgromadzeniu bazylianów. W latach 1986–1989 studiował na rzymskim Anselmianum i uzyskał tytuł doktora. Chirotonię prezbiteratu przyjął 8 września 1990, udzielił ich mu jego współbrat zakonny i zarazem eparcha Kurytyby, Efraím Basílio Krevey. Pracował przede wszystkim jako wykładowca i rektor zakonnego seminarium w Kurytybie. Był także duszpasterzem w kurytybskiej parafii Matki Bożej Wspomożycielki Wiernych oraz ojcem duchownym bazylianek.
21 grudnia 2005 został mianowany biskupem pomocniczym Kurytyby ze stolicą tytularną Simitthu. Sakry udzielił mu 26 lutego 2006 arcybiskup większy kijowsko-halicki (zwierzchnik obrządku bizantyjsko-ukraińskiego) kardynał Lubomyr Huzar MSU, któremu towarzyszyli wspomniany już eparcha Efraím Basílio Krevey OSBM oraz archieparcha Filadelfii Stephen Soroka.
12 maja 2014 otrzymał nominację na biskupa nowo powstałej eparchii w Prudentópolis, zaś 13 lipca 2014 odbyła się jego intronizacja.